# Jesse Hold On
Jesse Hold On è un singolo del gruppo musicale irlandese B*Witched, pubblicato il 4 ottobre 1999 come primo estratto dall'album Awake and Breathe.

## Tracce
CD Singolo
1. Jesse Hold On – 3:21
2. Coming Around Again – 3:36
3. Jesse Hold On (The Bold & The Beautiful Glamour Mix) – 6:43
4. Jesse Hold On (The HB Source Upfront Mix) – 6:14

CD Maxi
1. Jesse Hold On – 3:20
2. Coming Around Again – 3:36
3. Jesse Hold On (Karaoke Version) – 3:15

## Classifiche
| Classifica (1999) | Posizione massima |
| ----------------- | ----------------- |
| Belgio (Fiandre)  | 64                |
| Finlandia         | 6                 |
| Nuova Zelanda     | 22                |
| Paesi Bassi       | 96                |
| Regno Unito       | 4                 |
| Svezia            | 36                |